# Herbaijum
Herbaijum (Fries: Hjerbeam) is een dorp in de gemeente Waadhoeke, in de Nederlandse provincie Friesland. Herbaijum ligt tussen Harlingen en Franeker aan de Rijksweg en een zijtak van het Van Harinxmakanaal. Ten noorden van het dorp ligt de A31. In 2023 telde het dorp 270 inwoners.
Tussen Franeker en Herbaijum ligt de buurtschap Kiesterzijl.

## Geschiedenis
Het dorp is ontstaan op een terp en is dus een terpdorp. In de 13e eeuw werd de plaats vermeld als Herbadingum en Heerbadigim. Later werd dit Herbaynghum, Herbadeghum en in 1505 Herbaeyum. De plaatsnaam zou duiden op een woonplaats (heem/um) van de familie Herbadinga.
In de 19e groeide het dorp. Ondanks dat de stad Franeker steeds dichterbij kwam, bleef Herbaijum een afzonderlijke plaats.
Tot 1 lag de plaats in de gemeente Franekeradeel die overging in de gelijknamige fusiegemeente Franekeradeel.

## Sickema State
Het dorp is enigszins bekend door de Sickema State, deze stins bestond al in 15e eeuw. De stins is de geboorteplek van Sicco van Goslinga, van het adellijke geslacht Van Goslinga. De state stond bekend als een edele state en bestond twee achter en aan elkaar gebouwde statige huizen. Deze werden echter in de 18e eeuw afgebroken, waar waarschijnlijk nog 1749. Op de plek is later een boerderij gebouwd.
De toegangspoort is wel bewaard gebleven en is een rijksmonument.

## Kerk
De huidige kerk van Herbaijum is in de 19e eeuw zo herbouwd dat er weinig over is van de 13e-eeuwse kerk. Die kerk was aan Nicolaas van Myra gewijd.

## Spoorwegstation
Herbaijum had een halte, station Midlum-Herbaijum aan de lijn Stiens - Harlingen. Deze lijn was actief tussen 1 oktober 1903 tot 15 mei 1935.

## Operaesje Fers
Vanaf 1968 kon men ruim 25 jaar lang door de dichter Josse de Haan te bellen gedichten horen. Deze dichterstelefoonlijn, Operaesje Fers genaamd, was tweetalig: Fries en Nederlands. Naast Josse de Haan zelf, die woonachtig was in Herbaijum, waren ook dichters Meindert Bylsma en Geart van der Zwaag erbij betrokken.

## Bekende (ex-)inwoners
Weerman Piet Paulusma heeft jarenlang in het dorp gewoond, net als de kunstschilder Jopie Huisman.

## Geboren in Herbaijum
- Sicco van Goslinga (1664–1731), politicus en diplomaat

## Sport
In Herbaijum is onder ander kaatsvereniging Jan Zeinstra, een ijsvereniging, een biljartvereniging, een klaverjas vereniging en er kan jeu de boules worden gespeeld

## Zie ook

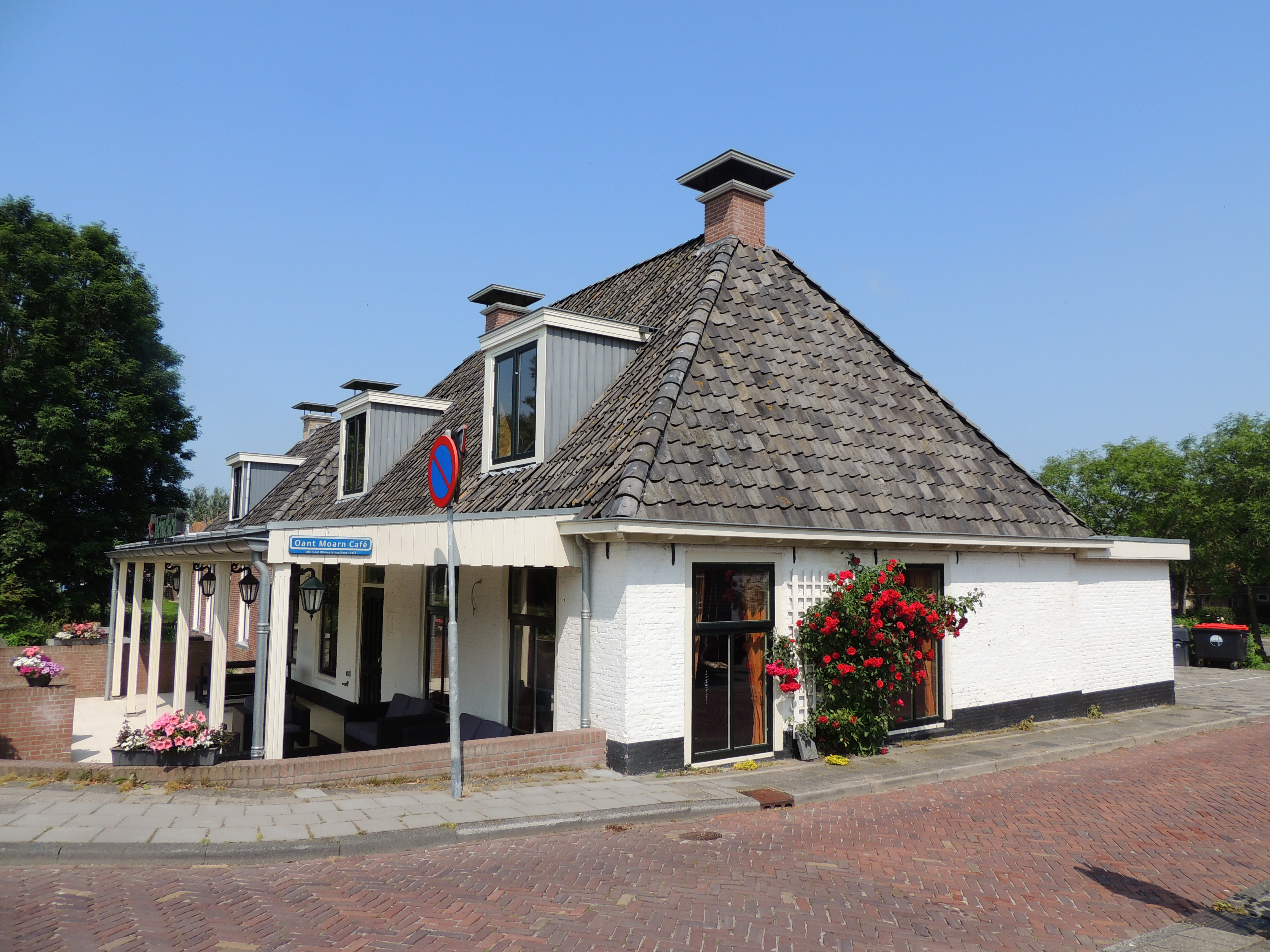
Café in het dorp
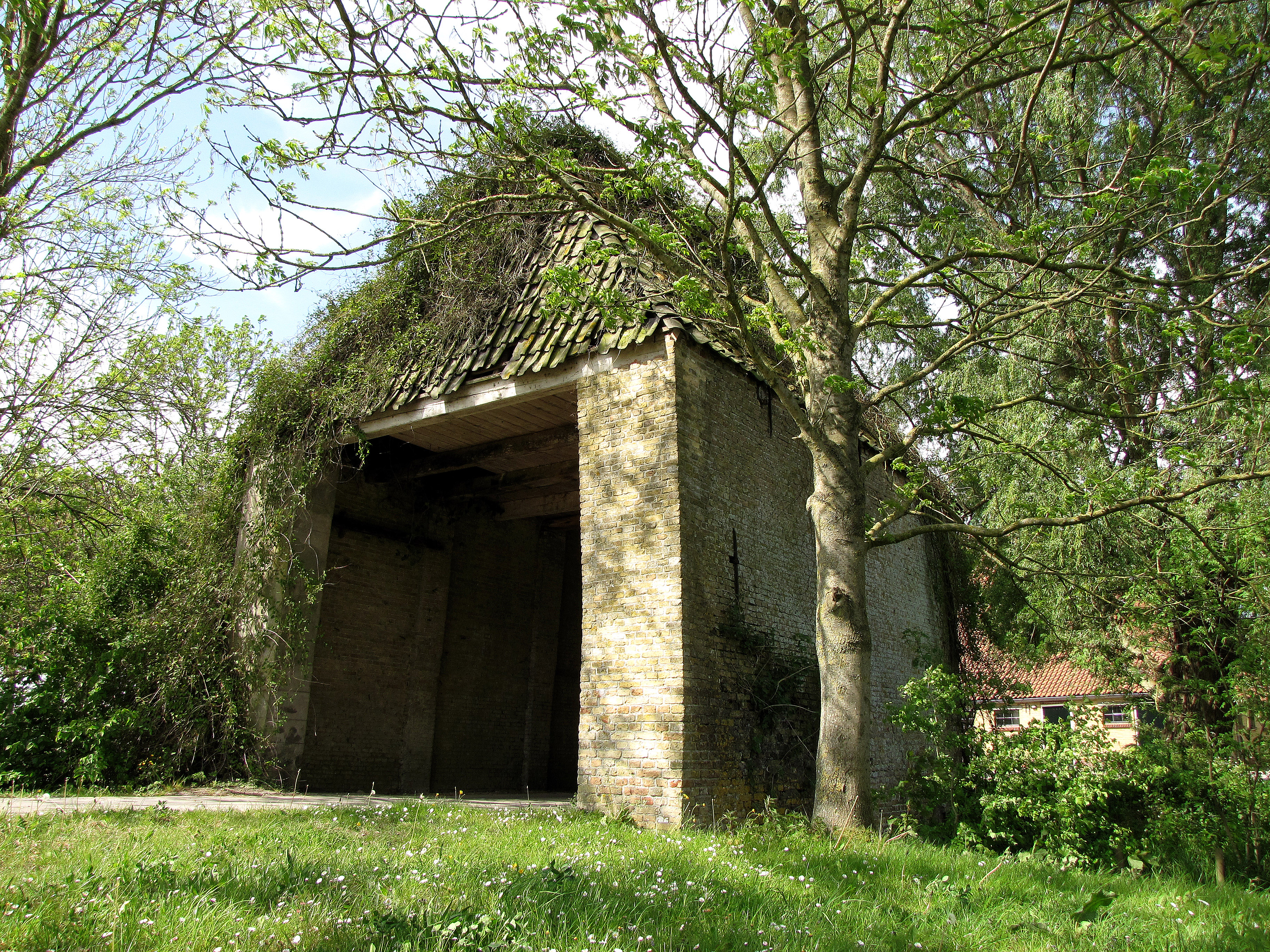
Overgebleven poortgebouw van de Sickema State
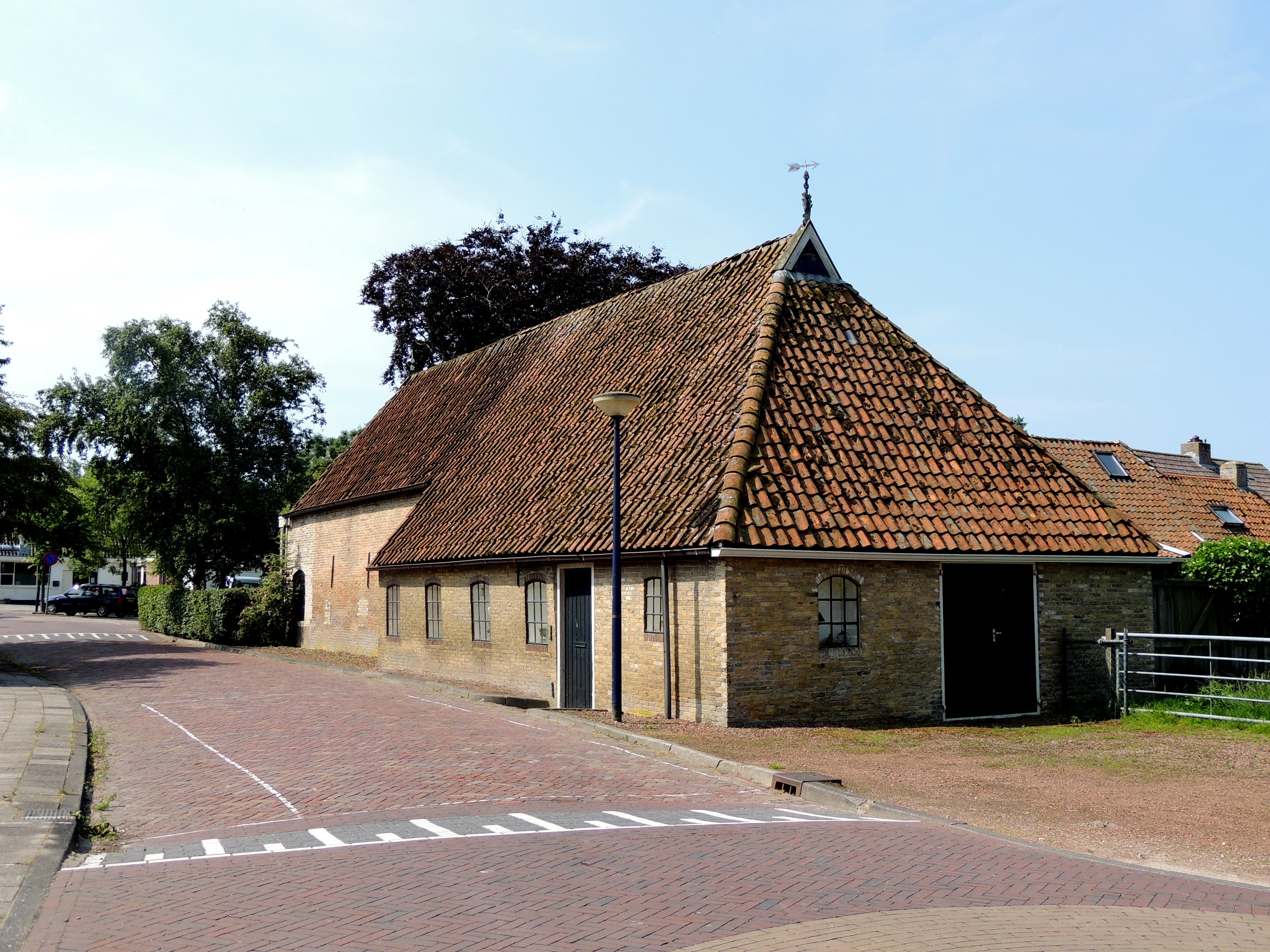
Boerderij in Herbaijum
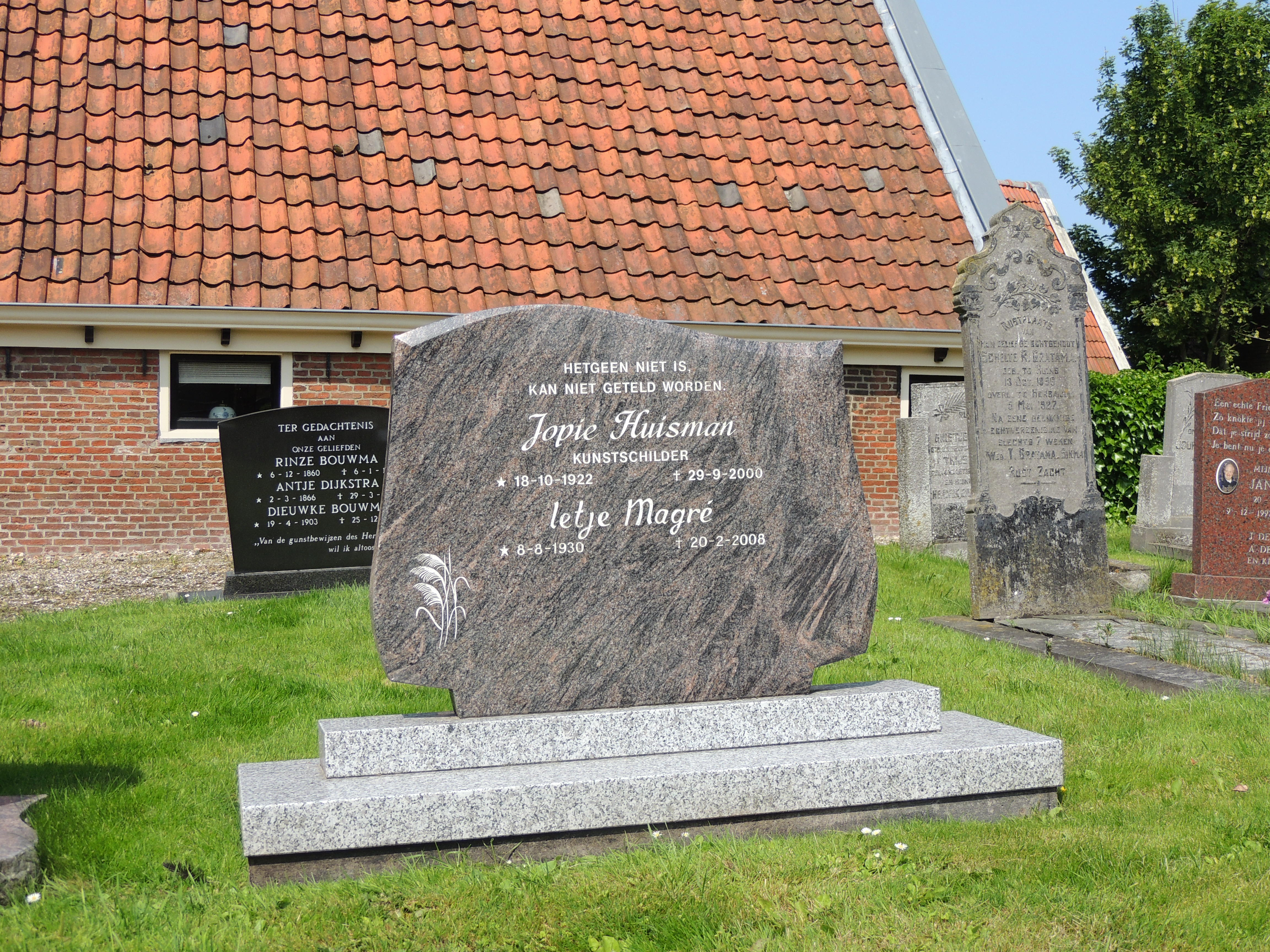
Graf van Jopie Huisman